# Parti Crédit social de l'Alberta
 (novembre 2017).
Si vous disposez d'ouvrages ou d'articles de référence ou si vous connaissez des sites web de qualité traitant du thème abordé ici, merci de compléter l'article en donnant les références utiles à sa vérifiabilité et en les liant à la section « Notes et références ».
Le Parti Crédit social de l'Alberta (Social Credit Party of Alberta) est un parti politique évoluant au niveau provincial en Alberta (Canada) fondé sur les théories monétaires du crédit social et les valeurs sociales chrétiennes.
Le mouvement créditiste canadien est principalement issu du Parti Crédit social de l'Alberta. Le Parti Crédit social du Canada était à l'origine surtout présent en Alberta, avant de développer une base au Québec lorsque Réal Caouette accepte de fusionner son Ralliement des créditistes avec le parti fédéral. Le Parti Crédit social de la Colombie-Britannique a été au pouvoir pendant plusieurs années en Colombie-Britannique ; toutefois dans ce cas, il s'agissait en fait d'une coalition de forces de droite et centristes dans la province qui ne s'intéressaient pas du tout à la théorie monétaire du crédit social.

## Fondation et gouvernement
William Aberhart, un pasteur et un évangéliste baptiste à Calgary, est attiré vers la théorie du crédit social alors que l'Alberta traverse le pire de la Grande Dépression. Il commence à promouvoir la théorie par son émission de radio sur la station CFCN à Calgary, ajoutant une bonne dose de conservatisme chrétien à l'idéologie originale de C. H. Douglas. Le principe de base du créditisme — que tous les citoyens ont droit à la richesse qu'ils produisent collectivement — est particulièrement attrayant aux agriculteurs frappés durement par la Dépression. Plusieurs groupes d'étude dévoués à la théorie apparaissent à travers la province, et s'unissent éventuellement pour former la Social Credit League of Alberta.
De 1932 à 1935, Aberhart tente de faire adopter la théorie créditiste par le parti au pouvoir, les United Farmers of Alberta. Lorsque le premier ministre UFA Richard Gavin Reid rejette sa proposition comme étant anticonstitutionnelle, Aberhart présente des candidats créditistes lors de l'élection générale de 1935. Il récolte les bénéfices inattendus du mécontentement généralisé à l'endroit de la direction jugée trop prudente du gouvernement United Farmers, qui ne s'est toujours pas remis d'un scandale qui avait forcé le prédécesseur de Reid, John Edward Brownlee, à démissionner l'année précédente. Ce scandale, en particulier, pousse les albertains socialement conservateurs à se tourner vers le Crédit social. Dans certains cas, des associations locales UFA appuient ouvertement des candidats créditistes.
Lors de l'élection du 22 août, à la surprise générale, le Crédit social remporte la victoire par un raz-de-marée, recueillant 54 % des voix et 56 des 63 sièges à l'Assemblée législative. La seule opposition est assurée par cinq libéraux et deux conservateurs. Il s'agit d'une des meilleures premières performances pour un parti politique au Canada, tous niveaux confondus. La victoire créditiste fait les manchettes dans toute l'Amérique du Nord.
La victoire est une telle surprise que le Crédit social se retrouve en recherche d'un chef pour prendre le poste de premier ministre. Aberhart, le choix évident, ne voulait pas du poste, mais a finalement pu être convaincu de prendre les rênes du pouvoir. Il fait son entrée à l'Assemblée législative un an plus tard à la faveur d'une élection partielle.
Au début, le parti tente de mettre en place ses politiques populistes radicales, comme en émettant des certificats de prospérité (affublés du surnom funny money, drôle d'argent, par ses détracteurs) aux résidents de l'Alberta conformément à la théorie du crédit social. Trois projets de loi du gouvernement se font refuser la sanction royale par le lieutenant-gouverneur John C. Bowen. La Cour suprême du Canada déclare subséquemment que la législation est anticonstitutionnelle car la politique fiscale relève du gouvernement fédéral. Bowen refuse également la sanction royale à la Accurate News and Information Act (Loi sur la justesse de l'information) qui aurait contraint les journaux à publier les répliques du gouvernement aux reportages auxquelles le conseil exécutif (cabinet) s'opposait. Le gouvernement abroge également une loi permettant le rappel par pétition des députés à l'Assemblée législative lorsqu’Aberthart lui-même est ciblé par un effort de rappel. La relation du gouvernement avec Bowen devient si acrimonieuse qu'en 1938, Bowen menace même d'utiliser son pouvoir de réserve pour le destituer. Ultimement, Bowen décide de ne pas prendre cette action extraordinaire, en partie parce que ça aurait entraîné le déclenchement automatique d'une élection qui aurait certainement été remportée par le Crédit social. Même sans cette considération, aucun autre parti n'est en mesure de former le gouvernement.
Le gouvernement Aberhart tente de prendre le contrôle des banques albertaines frustrées et réussit éventuellement à s'insérer dans le secteur financier de la province en créant les Branches du trésor de l'Alberta (Alberta Treasury Branches, ou ABT Financial) en 1938. ATB est l'un des legs les plus durables du Parti Crédit social en Alberta, fonctionnant en tant qu'institution financière orthodoxe et société de la Couronne. Le gouvernement introduit également plusieurs mesures conservatrices, notamment la restriction de la vente et du service d'alcool. C'était l'une des lois les plus strictes dans le genre au Canada. Pendant plusieurs années, les compagnies aériennes ne pouvaient pas servir d'alcool lorsqu'ils survolaient l'Alberta.
Le Crédit social est réélu avec un mandat légèrement réduit lors de l'élection de 1940. « Bible Bill » Aberhart meurt en 1943 et est remplacé par le ministre du Commerce et de l'industrie, Ernest Manning. Le gouvernement de Manning se fait plus pragmatique, et sous sa gouverne le parti abandonne l'idéologie monétaire créditiste, devenant un gouvernement principalement conservateur. Manning travaille à purger le parti de ses éléments antisémites ; l'antisémitisme avait été présent dans le parti depuis des années, mais la rhétorique était beaucoup moins populaire depuis la Seconde Guerre mondiale. Sous Manning, l'Alberta devient quasiment un système à parti unique, récoltant généralement au-dessus de 50 % des voix et ne faisant face que très rarement à plus de 10 députés de l'opposition.
La découverte de réserves importantes de pétrole en 1947 transforme l'Alberta, de l'une des provinces les plus pauvres du Canada, en l'une des plus riches, les revenus des ressources naturelles se déversant dans le trésor du gouvernement.

## Déclin
Manning mène les créditistes à sept victoires électorales consécutives. Toutefois la dernière, l'élection de 1967, est un mauvais présage pour le parti. Malgré la victoire dans 55 des 65 sièges à l'Assemblée législative, il récolte moins de 45 % des voix — son pire résultat depuis 1940. Plus important, le Parti progressiste-conservateur, autrefois moribond, dirigé par le jeune avocat Peter Lougheed, remporte six sièges, la plupart à Calgary et Edmonton. Le Crédit social, solidement ancré dans les régions rurales, s'adapte trop lentement aux changements qui s'opèrent dans la province de l'Alberta alors que ses deux plus grandes villes gagnent de plus en plus en influence.
Manning prend sa retraite en 1968 et est remplacé par Harry Strom. Toutefois, après plus de trois décennies au pouvoir, le Parti Crédit social est devenu fatigué et complaisant. Lors de l'élection provinciale de 1971, les progressistes-conservateurs de Lougheed mettent un terme aux 36 années au pouvoir du Crédit social — la deuxième plus longue période sans interruption au pouvoir pour un parti au niveau provincial dans l'histoire du Canada. Les créditistes perdent une petite partie de leur vote populaire, recueillant seulement 5 points de pourcentage de moins que les conservateurs. Toutefois, ils perdent tous leurs sièges à Edmonton et tous sauf cinq à Calgary. À cause des excentricités inhérentes dans le système de scrutin uninominal majoritaire à un tour, ceci décime le caucus créditiste. Ils ne gagnent que 25 sièges contre les 49 des progressistes-conservateurs, les reléguant aux banquettes de l'opposition pour la première fois de l'histoire du parti. Strom démissionne de la direction du parti en 1973 et est remplacé par Werner Schmidt, un enseignant et directeur d'école qui ne siège pas à l'Assemblée législative.
Le Parti Crédit social devient quasiment paralysé dans l'opposition. Son organisation populaire s'était atrophiée avec les années, et le parti est mal préparé à son rôle hors du gouvernement après avoir été au pouvoir pendant presque toute son histoire avant 1971. L'appui du parti s'effondre lors de l'élection de 1975, tombant à seulement quatre sièges — à peine suffisant pour le statut de parti officiel — et perd la moitié de sa part des voix comparé à l'élection de 1971. Schmidt est incapable de se faire élire et démissionne en tant que chef du parti. Le parti parvient à éviter l'effondrement total à l'élection de 1979 en conservant ses quatre sièges.

## Années 1980: dormance
Le 31 mars 1982, Raymond Speaker, chef de l'Opposition officielle, annonce qu'aucun candidat créditiste ne serait candidat dans l'élection générale de cette année. Dans son communiqué de presse, il dit qu'il serait inutile pour le Crédit social de participer à l'élection puisqu'il n'y avait plus assez d'électeurs créditistes dans la province.
Le conseil du Parti Crédit social prend rapidement ses distances face à la déclaration de Speaker, ce qui mène à la démission du chef du parti Rod Sykes. Des rumeurs circulaient à l'époque que Speaker ferait défection pour rejoindre le Western Canada Concept. Incapable de trouver un nouveau chef, les membres du Parti Crédit social tiennent une réunion extraordinaire le 18 septembre 1982. Une résolution est déposée qui aurait mené à la dissolution du parti ; elle est rondement défaite et un nouveau président est élu.
Dès l'émission des brefs en octobre, Walter Buck et Raymond Speaker quittent le parti pour être candidats indépendants à l'Assemblée législative. Fred Manderville décide de ne pas se présenter. Le Crédit social se lance dans l'élection de 1982 sans avoir de chef à temps plein, et pour la première fois depuis 1935, aucun député sortant. Le parti est exclu de l'Assemblée législative pour la première fois depuis 1935. Il ne participe pas aux élections suivantes et n'a jamais réussi à faire élire un autre député.
En 1986, le Parti Crédit social, le Western Canada Concept et le Heritage Party of Alberta unissent leurs forces pour former le Alberta Alliance Political Association. L'Alliance se dissout lorsque le WCC quitte, suivi de près par le Crédit social. Le AAPA devient l'actuel Alberta Party. La plupart des membres du Parti crédit social se joignent au Representative Party dirigé par Ray Speaker.

## Années 1990: renaissance
Le leadership intérimaire passe aux mains de Martin Hattersley, un avocat d'Edmonton, et plus tard de Harvey Yuill de Barrhead. Six candidats se présentent sous la bannière du parti lors de l'élection de 1989. Le parti connaît un certain renouveau sous la direction de Robert Alford de 1990 à 1992. En 1991, Randy Thorsteinston, un militant du Parti réformiste du Canada, est élu président du parti. En 1992, Thorsteinston est élu chef et Robert Alford devient président. Le Crédit social améliore son score lors de l'élection de 1993, mais ne remporte aucun siège. Dans l'élection de 1997, le parti présente 70 candidats et remporte 64 667 voix, plus de 7 % du total, mais ne réussit toujours pas à faire élire de députés.
Après l'élection de 1997, des sondages révèlent que les créditistes sont à la veille d'une percée majeure : environ 150 000 Albertains se disaient prêts à appuyer le Parti Crédit social, ce qui se serait traduit par 8 sièges ou plus à l'Assemblée législative. En avril 1999, Thorsteinston, un membre fidèle de l'Église de Jésus-Christ des saints des derniers jours, démissionne pour protester contre une proposition interne qui aurait limité la participation des mormons dans le parti. La popularité du Crédit social s'envole rapidement.
En novembre 1999, James Alberts est élu chef du parti face à Jon Dykstra et Norm Racine au terme d'une chaude lutte. Wiebo Ludwig est disqualifié. Lors de l'élection de 2001, le vote de droite est divisé entre le nouveau Alberta First Party et le Crédit social, et la plupart des électeurs de droite retournent vers les Progressistes-conservateurs qui connaissent un regain de popularité.
Thorsteinston, quant à lui, fonde en octobre 2002 le Alberta Alliance Party.
Laver Ahlstrom est nommé chef du parti en février 2001. Sous la direction d'Ahlstrom, le parti a pris des mesures pour prôner de nouveau les théories monétaires du crédit social.
Le parti nomme 12 candidats lors de l'élection de 2001 (comparé à 70 en 1997) et ne récolte que 5 361 voix (0,5 % du vote populaire) contre les 64 667 en 1997.

## Le Crédit social albertain aujourd'hui
Aujourd'hui, le Parti Crédit social affirme être un parti politique qui n'est ni de droite, ni de gauche, et s'oppose autant aux grandes entreprises qu'aux gros appareils gouvernementaux. Toutefois, le parti a adopté des positions que certains Albertains pourraient considérer comme centristes ou même de gauche. Ils prônent notamment :
- le retour de la règlementation des services de l'énergie ;
- la création d'une assurance-automobile publique ;
- l'utilisation de fonds publics pour la construction d'usines de traitement de viande en réponse à la crise de la vache folle ; et
- une opposition féroce à la privatisation des Alberta Tresury Branches.

Le parti présente 42 candidats lors de l'élection de 2004, remportant 10 874 voix (1,2 % du vote populaire, une augmentation de 0,7 % depuis 2001). Il connaît de bons résultats dans quelques circonscriptions, notamment dans Rocky Mountain House où Lavern Ahlstrom arrive à égalité en deuxième place.
Vers la fin de 2005, le parti entame une discussion de fusion avec le Alberta Party et l'Alberta Alliance. Malgré la coopération et les négociations fructueuses entre les dirigeants des partis, les membres du Parti Crédit social votent contre la motion de fusion lors de leurs congrès de 2006.

## Résultats électoraux
| Élection                                                                    | Candidats/Circonscriptions | Sièges | # de voix | % des voix | Résultat                 |
| --------------------------------------------------------------------------- | -------------------------- | ------ | --------- | ---------- | ------------------------ |
| 1935                                                                        | 63/63                      | 56     | 163 700   | 54,25 %    | Gouvernement majoritaire |
| 1940                                                                        | 56/57                      | 36     | 132 507   | 42,90 %    | Gouvernement majoritaire |
| 1944                                                                        | 57/57                      | 51     | 146 367   | 51,88 %    | Gouvernement majoritaire |
| 1948                                                                        | 57/57                      | 51     | 164 003   | 55,63 %    | Gouvernement majoritaire |
| 1952                                                                        | 61/61                      | 52     | 167 789   | 56,24 %    | Gouvernement majoritaire |
| 1955                                                                        | 61/61                      | 37     | 175 553   | 46,42 %    | Gouvernement majoritaire |
| 1959                                                                        | 64/65                      | 61     | 230 283   | 55,69 %    | Gouvernement majoritaire |
| 1963                                                                        | 63/63                      | 60     | 221 107   | 54,81 %    | Gouvernement majoritaire |
| 1967                                                                        | 65/65                      | 55     | 222 270   | 44,60 %    | Gouvernement majoritaire |
| 1971                                                                        | 75/75                      | 25     | 262 953   | 41,10 %    | Opposition officielle    |
| 1975                                                                        | 70/75                      | 4      | 107 211   | 18,17 %    | Opposition officielle    |
| 1979                                                                        | 79/79                      | 4      | 141 284   | 19,87 %    | Opposition officielle    |
| 1982                                                                        | 23/79                      | 0      | 7 843     | 0,83 %     | 6e position              |
| N'a pas participé à l'élection générale de 1986 ; voir Representative Party |                            |        |           |            |                          |
| 1989                                                                        | 6/83                       | 0      | 3 939     | 0,47 %     | 4e position              |
| 1993                                                                        | 39/83                      | 0      | 23 885    | 2,41 %     | 4e position              |
| 1997                                                                        | 70/83                      | 0      | 64 667    | 6,84 %     | 4e position              |
| 2001                                                                        | 12/83                      | 0      | 5 361     | 0,53 %     | 6e position              |
| 2004                                                                        | 42/83                      | 0      | 10 874    | 1,20 %     | 6e position              |

## Chefs du parti
- William Aberhart : 1935-1943
- Ernest Manning : 1943-1968
- Harry E. Strom : 1968-1972
- Werner Schmidt : 1973-1975
- Robert C. Clark : 1975-1980
- Rod Sykes (chef du parti) : 1980-1982
- Raymond Speaker (leader parlementaire) : 1980-1982
- Martin Hattersley (chef par intérim) : 1985-1988
- Harvey Yuill (chef par intérim) : 1988-1990
- Robert Alford : 1990-1992
- Randy Thorsteinson : 1993-1999
- James Albers : 1999-2001
- Lavern Ahlstrom : 2001-

## Sources
- (en) Cet article est partiellement ou en totalité issu de l’article de Wikipédia en anglais intitulé « Social Credit Party of Alberta » (voir la liste des auteurs).